# Bibliographie sur les études de genre
Pour des articles plus généraux, voir Études de genre et Publications importantes en sociologie.
Ci-dessous figure une liste d'œuvres consacrées aux études de genre.

## Ouvrages

### En langue française
- Haut – A
- B
- C
- D
- E
- F
- G
- H
- I
- J
- K
- L
- M
- N
- O
- P
- Q
- R
- S
- T
- U
- V
- W
- X
- Y
- Z

#### B
- Laure Bereni, Sébastien Chauvin, Alexandre Jaunait et Anne Revillard, Introduction aux études sur le genre, de Boeck Supérieur, 2020, 3e éd. (1re éd. 2012), 432 p. (ISBN 9782807308169)
- Anne Emmanuelle Berger, Le grand théâtre du genre. Identités, sexualité et féminisme en « Amérique », Paris, Belin, 2013 (296p) (ISBN: 978-2701175003)
- Leo Bersani, Le rectum est-il une tombe ?, Paris, EPEL, 1998 (ISBN 978-2-908855-36-4)
- Leo Bersani, Homos. Repenser l'identité, Paris, Odile Jacob, 1998 (ISBN 9782738106100)
- Marie-Joseph Bertini, Ni d'Ève ni d'Adam, défaire la différence des sexes, Paris, Max Milo, 2009 (présentation en ligne)
- Marie-Hélène Bourcier, Queer zones, Paris, Balland, 2001 (ISBN 2-7158-1360-0)
- Marie-Hélène Bourcier, Sexpolitiques. Queer Zones 2, Paris, La fabrique, 2005 (ISBN 978-2913372443)
- Rosi Braidotti, « Vers une subjectivité viable », dans M.G. Pinsart (éd.), Genre et bioéthique, Bruxelles, Annales de l'Institut de philosophie de l'Université de Bruxelles, 2003
- Marie Buscatto, Sociologies du genre, Paris, Armand Colin, 2019, 2e éd., 222 p. (ISBN 978-2-200-62383-8, lire en ligne ) – accès gratuit par la bibliothèque Wikipédia
- Judith Butler, La Vie psychique  du pouvoir, Paris, Léo Scheer, 2002
- Judith Butler, Antigone : la parenté entre vie et mort, Paris, EPEL, 2003
- Judith Butler (trad. Charlotte Nordmann), Le Pouvoir des mots. Politique du performatif, Paris, Éditions Amsterdam, 2004
- Judith Butler, Humain, Inhumain. Le Travail critique des normes. Entretiens, Paris, Éditions Amsterdam, 2005
- Judith Butler (trad. Cynthia Kraus), Trouble dans le genre, Paris, La Découverte, 2005
- Judith Butler (trad. Maxime Cervulle), Défaire le genre, Paris, Éditions Amsterdam, 2006
- Judith Butler (trad. Charlotte Nordmann), Ces corps qui comptent : de la matérialité et des limites discursives du sexe, Paris, Éditions Amsterdam, 2008

#### C
- Pat Califia, Le mouvement transgenre. Changer de sexe, Paris, EPEL, 2003
- Barbara Cassin (dir.), Vocabulaire européen des philosophies, Paris, Seuil - Le Robert, 2004
- Maxime Cervulle et Nick Rees-Roberts (préf. Richard Dyer), Homo exoticus : race, classe et critique queer, Paris, Armand Colin, 2010
- Chabaud-Rychter et al., Sous les sciences sociales, le genre. : Relectures critiques de Max Weber à Bruno Latour, La Découverte, 2010 (ISBN 9782707154507, lire en ligne ) – accès gratuit par la bibliothèque Wikipédia
- George Chauncey, Gay New York. 1890-1940, Paris, Fayard, 2003 (ISBN 978-2-213-60122-9)
- Isabelle Clair, Sociologie du genre : Sociologies contemporaines, Armand Colin, 2012, 128 p. (ISBN 978-2-200-28160-1, présentation en ligne, lire en ligne ) – accès gratuit par la bibliothèque Wikipédia
- CREART (Collectif), Parce que les lesbiennes ne sont pas des femmes, Paris, Éditions gaies et lesbiennes, 2002
- François Cusset, French Theory, Paris, La Découverte, 2003

#### D
- Christine Delphy, L’ennemi principal 2, penser le genre, Paris, Syllepse, 2001
- Elsa Dorlin, Sexe, genre et sexualités : introduction à la théorie féministe, Paris, PUF, 2008, 153 p. (ISBN 978-2-13-055889-7, lire en ligne ) – accès gratuit par la bibliothèque Wikipédia
- Elsa Dorlin, La Matrice de la race. Généalogie sexuelle et coloniale de la Nation française, Paris, La Découverte, coll. « Textes à l’appui - Genre et sexualité », 2006, 308 p.
- Elsa Dorlin, L’évidence de l’égalité des sexes : une philosophie oubliée au 17e siècle, Paris, L’Harmattan, coll. « Bibliothèque du féminisme », 2001, 160 p.
- Elsa Dorlin et Éric Fassin, Reproduire le genre, Paris, BPI, 2010

#### E
- Catherine Écarnot, L'écriture de Monique Wittig. À la couleur de Sapho, Paris, L'Harmattan, 2002
- Didier Eribon, Réflexions sur la question gay, Paris, Fayard, 1999
- Didier Eribon, Une morale du minoritaire. Variations sur un thème de Jean Genet, Paris, Fayard, 2001
- Didier Eribon, Hérésies. Essais sur la théorie de la sexualité, Paris, Fayard, 2003
- Didier Eribon, Sur cet instant fragile... Carnets, janvier-août 2004, Paris, Fayard, 2004
- Didier Eribon, Échapper à la psychanalyse, Paris, Leo Scheer, 2005
- Didier Eribon (dir.), Dictionnaire des cultures gays et lesbiennes, Paris, Larousse, 2003, 548 p. (ISBN 978-2-03-505164-6)

#### G
- Colette Guillaumin, Sexe, Race et Pratique du pouvoir : L’idée de Nature, Paris, Côté-femmes, 1992
- Guionnet Christine et Neveu Eric, Féminins/Masculins : Sociologie du genre, Paris,, Armand Colin, 2009, 2e éd. (ISBN 9782200626846, lire en ligne ) – accès gratuit par la bibliothèque Wikipédia

#### H
- David Halperin, Cent ans d'homosexualité, Paris, EPEL, 2000
- David Halperin, Saint Foucault, Paris, EPEL, 2000
- Donna Haraway (dir.), Laurence Allard, Delphine Gardey et Nathalie Magnan (trad. de l'anglais), Manifeste cyborg et autres essais : Sciences - Fictions - Féminismes (anthologie), Paris, Éditions Exils, coll. « Essais », 2007, 333 p. (ISBN 978-2-912969-63-7)
- Guy Hocquenghem, Le Désir homosexuel, Paris, Fayard, 2000 (1re éd. 1972)
- Marie-Claude Hurtig, Michèle Kail et Hélène Rouch (dir.), Sexe et genre, de la hiérarchie entre les sexes, Paris, CNRS, 2002 (1re éd. 1991)

#### I
- Luce Irigaray, Sexes et parentés, Paris, Les Éditions de Minuit, 1987

#### J
- Rebecca Jordan-Young (trad. de l'anglais par Odile Fillod, préf. Catherine Vidal, postface Ilana Löwy), Hormones, sexe et cerveau [« Brain Storm: The Flaws in the Science of Sex Differences »], Paris, Belin, 2016, 640 p. (ISBN 978-2-7011-9630-5)

#### K
- Ève Kosofsky Sedgwick (trad. Maxime Cervulle), Épistémologie du placard, Paris, Éditions Amsterdam, 2008

#### L
- Eléonore Lépinard et Marylène Lieber, Les théories en études de genre, Paris/58-Clamecy, La Découverte, 2020, 128 p. (ISBN 9782348046223, SUDOC 248680250, lire en ligne ) – accès gratuit par la bibliothèque Wikipédia
- Didier Lett, Hommes et femmes au Moyen Age : histoire du genre, XIIe – XVe siècle, Paris, Armand Colin, 2013

#### M
- Nicole-Claude Mathieu, L’anatomie politique. Catégorisations et idéologies du sexe, Paris, Côté-femmes, 1991
- Laure Murat, La Loi du genre, une histoire culturelle du "troisième sexe", Paris, Fayard, 2006

#### R
- Juliette Rennes (dir.), Encyclopédie critique du genre : corps, sexualité, rapports sociaux, Paris, La Découverte, 2016, 752 p. (ISBN 9782707190482, lire en ligne ) – accès gratuit par la bibliothèque Wikipédia

#### S
- Joan W. Scott, La Citoyenne paradoxale, Paris, Albin Michel, 1998
- Joan W. Scott, Parité ! L'universel et la différence des sexes, Paris, Albin Michel, 2005
- Joan W. Scott, Théorie critique de l'histoire. Identités, expériences, politiques, Paris, Fayard, 2009
- Joan W. Scott, De l'utilité du genre, Paris, Fayard, 2012
- Robert Stoller, « Faits et hypothèses : un examen du concept freudien de bisexualité », dans Collectif, Bisexualité et différence des sexes, Paris, Gallimard, coll. « Folio » (no 359), 2000 (ISBN 2070411869)

#### W
- Monique Wittig, Les Guérillères, Paris, Les Éditions de Minuit, 1969
- Monique Wittig, Le Corps lesbien, Paris, Les Éditions de Minuit, 1973
- Monique Wittig, La Pensée straight, Paris, Balland, 2001
- Monique Wittig, Le Voyage sans fin : spectacle conçu et écrit à partir du "Quichotte" de Cervantes = The constant journey, Malakoff, Distique, coll. « Vlasta » (no 4), 1985

### En langue anglaise
- (en) Teresa de Lauretis, Technologies of Gender, Indiana University Press, 1984
- (en) Donna Haraway, Primate Visions, Londres, Routledge, 1989
- (en) Donna Haraway, Simians, Cyborgs, and Women : The Reinvention of Nature, Londres, Routledge, 1991
- (en) Donna Haraway, Modest_Witness@Second_Millenium : FemaleMan_Meets_OncoMouse: Feminism and Technoscience, Londres, Routledge, 1995
- (en) Phyllis Burke, Gender Shock : Exploding the Myths of Male and Female, New York, Doubleday, 1996
- (en) Rosi Braidotti, Patterns of Dissonance, New York, Polity Press, 1991
- (en) Rosi Braidotti, Nomadic subjects, New York, Columbia University Press, 1994
- (en) Rosi Braidotti, Metamorphoses, New York, Polity Press, 2002
- (en) Rosi Braidotti, Transposition : On Nomadic Ethics, New York, Polity Press, 2006
- (en) Rosi Braidotti, « Affirming the Affirmative : On Nomadic Affectivity », Rhizomes, nos 11-12,‎ 2006 (lire en ligne)
- (en) Stevi Jackson et Sue Scott (dir.), Gender : A Sociological Reader, Londres, Routledge, 2001
- (en) Lisa Duggan, The Incredible Shrinking Public : Sexual Politics and the Decline of Democracy, Boston (Massachusetts), Beacon Press, 2002
- (en) Élisabeth Povinelli, The Empire of Love : Toward a Theory of Intimacy, Genealogy, and Carnality, Durham (Caroline du nord), Duke University Press, 2006
- (en) Anna Marie Smith, Welfare and Sexual Regulation, Cambridge (UK), Cambridge University Press, 2007
- (en) Chantal Nadeau, Beastly Politics : Queers and Nationalisms, Minneapolis (É-U), University of Minnesota Press, 2008
- (en) Anupama Rao, Gender & caste, New Delhi, Kali for Women, 2006

## Revues
Les cahiers du GRIF (numéros en ligne en 2012 avec Persée, soit 1865 contributions, 1973-1997) sont une revue transdisciplinaire dont chaque numéro est thématique et concerne le rapport au monde appréhendé du point de vue des femmes ou du genre (parenté, politique, amour, sexualité, savoir, travail, a création, etc.). La revue accompagne et soutient la pensée féministe jusqu’à sa relative institutionnalisation dans le cadre des « études de genre ». 

## Publications dans des revues
- M. Akrich, D. Chabaud-Rychter et D. Gardey, « Politiques de la représentation et de l’identité. Recherches en gender, cultural, queer studies », Cahiers du Genre, Paris, L'Harmattan, no 38,‎ 2005
- Marie-Hélène Bourcier, « Cultural studies et politiques de la discipline : talk dirty to me ! », Multitudes,‎ 28 janvier 2004 (lire en ligne)
- Éric Fassin, « L’empire du genre : L’histoire politique ambiguë d’un outil conceptuel », L'Homme, nos 187-188,‎ 2008, p. 375-392 (lire en ligne)
- Pascal Le Brun-Cordier (dir.) et Robert Harvey (dir.), « Queer : repenser les identités », Rue Descartes, no 40,‎ mai 2003
- Collectif, « Le mariage gay, les queer, l’État », Multitudes, no 20,‎ 2005 (lire en ligne)
- Collectif, « Féminismes, queer, multitudes », Multitudes, no 12,‎ 2003 (lire en ligne)
- Revue Sciences Humaines :
  - « L'ère du postféminisme », n° 214, 2010
  - « Femmes, combats et débats », HSS, n°4, 2005
  - « Hommes / femmes, quelles différences ? », n°146, 2004
  - « Les hommes en question », n°112, 2001
  - « Nouveaux modèles féminins », n°85, 1998
  - « Masculin-féminin », n°42, 1994

## Bibliographie en ligne
- Catalogue collectif Genre

Revues
- Genre, sexualité & société
- Travail, genre et sociétés
- Cairn.info